# 730-е годы
730-е (семьсо́т тридца́тые) го́ды по юлианскому календарю — промежуток времени с 1 января 730 года по 31 декабря 739 года, включающий 730 год 3-го десятилетия   и с 731 по 739 годы    4-го десятилетия VIII века 1-го тысячелетия.  Они закончились 1286 лет назад.

## Раннее Средневековье
Продолжается чума Юстиниана. В Византийской империи правил Лев III Исавр. Омейядский халифат удерживал почти весь Пиренейский полуостров, кроме Астурии. Небольшая часть Италии принадлежала Византии, на остальной лежит Лангобардское королевство. Франкским королевством фактически правил Карл Мартел, с 737 года короля вообще не было. В Аквитании правили Эд Великий и его сыновья. В Англии продолжался период гептархии. Авары и славяне утвердились на Балканах. Центр Аварского каганата лежит в Паннонии. Существовали славянские государства княжество Карантания и Первое Болгарское царство.
В Китае продолжалось правления династии Тан. Индия раздроблена. В Японии продолжается период Нара. В степях между Азовским морем и Аралом существует Хазарский каганат. Тюркский каганат постепенно приходит в упадок.
На территории лесостепной Украины в VIII веке выделяют пеньковскую и пражскую археологические культуры. В VIII веке продолжилось быстрое расселение славян. В Северном Причерноморье сосуществуют различные кочевые племена, в частности булгары, хазары, аланы, авары, тюрки.

## События
- В 732 году в битве при Пуатье мажордом Франкского королевства Карл Мартелл нанёс поражение маврам и остановил их продвижение в Европу.
В дальнейшем Мартелл постепенно вытеснял мавров из захваченных территорий на юге.
- Битва за Раджастан привела к отступлению арабов из Индии (738; Muslim conquests on the Indian subcontinent).
- Укрепилось королевство Астурия на северо-западе Пиренейского полуострова, захваченного арабами.
- Между Византией и Римом возник конфликт из-за неприятия Папой Римским политики иконоборчества, которую насаждал византийский василевс Лев III Исавр. Как следствие Папе Григорию III пришлось собственными силами сдерживать лангобардов. Его усилиям способствовало то, что в лангобардского королевстве проходила внутренняя борьба между королём Лютпрандом и герцогами. Все же Папа начал искать новых союзников и обратился за помощью к Карлу Мартеллу, но тот промолчал.
- Арабам пришлось вести войну на нескольких фронтах. Франки остановили их продвижение в Европу, тюргеши достаточно успешно боролись с ними в Согдиане, на Кавказе халифат боролся с хазарами, в Малой Азии потерпел поражение от византийцев. Восставали копты в Египте и хариджиты в Марокко.
- Хазары приняли иудаизм.